# باستيان مولر
باستيان مولر (بالألمانية: Bastian Müller)‏ (31 يوليو 1991 في ألمانيا - ) هو لاعب كرة قدم ألماني في مركز الوسط. لعب مع ألمانيا آخن وبايرن ميونخ الثاني وفورتونا دوسلدورف وSC Verl ‏.

## وصلات خارجية
- باستيان مولر على موقع قاعدة بيانات كرة القدم.إي يو (الإنجليزية)
- باستيان مولر على موقع بيانات كرة القدم. دي إي (الألمانية)
- باستيان مولر على موقع Soccerway.com (الإنجليزية)
- باستيان مولر على موقع عالم كرة القدم.نت (الإنجليزية)